# (2578) Saint-Exupéry
(2578) Saint-Exupéry es un asteroide que forma parte del cinturón de asteroides y fue descubierto el 2 de noviembre de 1975 por Tamara Mijáilnovna Smirnova desde el Observatorio Astrofísico de Crimea, en Naúchni.

## Designación y nombre
Saint-Exupéry fue designado inicialmente como 1975 VW3.
Más tarde, en 1987, se nombró en honor del escritor francés Antoine de Saint-Exupéry (1900-1944).

## Características orbitales
Saint-Exupéry está situado a una distancia media de 3 ua del Sol, pudiendo alejarse hasta 3,292 ua y acercarse hasta 2,708 ua. Tiene una inclinación orbital de 10,57 grados y una excentricidad de 0,09744. Emplea en completar una órbita alrededor del Sol 1898 días.

## Características físicas
La magnitud absoluta de Saint-Exupéry es 11,5.